# Réserve naturelle de la Vallée des Casali
La réserve naturelle de la Vallée des Casali (en italien : Valle dei Casali) est une réserve naturelle établie en 1997 dans la Ville de Rome. Elle couvre une superficie de 466 hectares.
Elle se situe dans le quart ouest de la ville de Rome, comprise dans les quartiers Gianicolense et Portuense, délimitée par la via del Casaletto, via dei Silvestri, via di Bravetta et la via Portuense. 
C'est le prolongement idéal de la villa Doria Pamphili, grand parc historique, située à seulement quelques mètres. Son nom provient de la présence de nombreuses fermes historiques de la fin du XVIIe siècle (casali) présentes sur son territoire. Le paysage est constitué d'un plateau qui descend vers le Tibre, avec une série de collines et de fossés (marranes).

## La flore
La flore est caractérisée par des pins parasols, des érables, des palmiers, des peupliers, des saules et des genêts. 
Le long du chemin, on rencontre également des oliviers et des mûriers, preuve de la vocation agricole de la zone.

## La faune
La faune se compose de hérissons, renards, belettes, faucons crécerelles, buses, corbeaux, faisans, étourneaux, merles, moineaux, et au cours des dernières années, il a été constaté la présence de plusieurs colonies de perroquets nidifiant dans la zone, plus exactement des perruches à collier et des perruches moines.

## Points d'intérêt
Du point de vue historique, on trouve le domaine du XVIIIe siècle de la villa York, qui a appartenu au cardinal Duc Clément d'York (exemple typique de vigne romaine réalisée selon la conception anglaise du paysage naturel). On y voit également la villa Consortio, récemment identifiée comme le casino Lanfranco, édifice conçu et décoré de fresques par le peintre Giovanni Lanfranco. La réserve comprend aussi le complexe du Bon Pasteur, œuvre de Armando Brasini, le Fort Bravetta, un des 15 forts défensifs de Rome, ainsi que le Casal Ninfeo, nymphée historique monumental. S'y trouve également la Tour Righetti, belvédère ou pavillon de chasse en haut de la colline de Monte Cucco, qui domine la vallée du Tibre.